# Mount Burr
Mount Burr is een plaats in de Australische deelstaat Zuid-Australië en telt 369 inwoners (2006).